# Accipiter
Accipiter là một chi chim săn mồi thuộc phân họ Accipitrinae trong họ Ưng. 

## Các loài
- Accipiter albogularis: Ó ác là
- Accipiter badius: Ưng xám
- Accipiter bicolor: Diều hâu khoang
- Accipiter brachyurus: Cắt New Britain
- Accipiter brevipes: Cắt Levant
- Accipiter butleri: Cắt Nicobar
- Accipiter castanilius: Cắt sườn hạt dẻ
- Accipiter chionogaster: Diều hâu ngực trắng
- Accipiter cirrocephalus: Cắt cổ áo
- Accipiter collaris: Diều hâu bán cổ áo
- Accipiter cooperii: Diều hâu Cooper
- Accipiter erythrauchen: Cắt cổ nâu đỏ
- Accipiter erythronemius: Diều hâu chân hung
- Accipiter erythropus: Cắt đùi đỏ
- Accipiter fasciatus: Ó nâu
- Accipiter francesii: Ó Frances
- Accipiter gentilis: Ó ngỗng
- Accipiter griseiceps: Ó Sulawesi
- Accipiter gularis: Cắt Nhật Bản
- Accipiter gundlachi: Diều hâu Gundlach
- Accipiter haplochrous: Ó bụng trắng
- Accipiter henicogrammus: Ó Molucca
- Accipiter henstii: Ó Henst
- Accipiter imitator: Bồ cắt giả
- Accipiter luteoschistaceus: Cắt đá phiến
- Accipiter madagascariensis: Cắt Madagascar
- Accipiter melanochlamys: Ó choàng đen
- Accipiter melanoleucus: Ó đen
- Accipiter meyerianus: Ó Meyer
- Accipiter minullus: Cắt bé
- Accipiter nanus: Cắt nhỏ
- Accipiter nisus: Cắt hỏa mai hay bồ cắt
- Accipiter novaehollandiae: Ó xám
- Accipiter ovampensis: Cắt Ovampo
- Accipiter poliocephalus: Ó đầu xám
- Accipiter poliogaster: Ó bụng xám
- Accipiter princeps: Ó New Britain
- Accipiter rhodogaster: Cắt ngực màu rượu vang
- Accipiter rufitorques: Ó Fiji
- Accipiter rufiventris: Cắt ngực hung
- Accipiter soloensis: Ó Trung Quốc
- Accipiter striatus: Diều hâu vuốt sắc
- Accipiter superciliosus: Diều hâu nhỏ
- Accipiter tachiro: Ó châu Phi
- Accipiter toussenelii: Ó ngực đỏ
- Accipiter trinotatus: Ó đuôi đốm
- Accipiter trivirgatus: Ó mào
- Accipiter ventralis: Diều hâu ngực phẳng
- Accipiter virgatus: Ưng bụng hung

## Hình ảnh

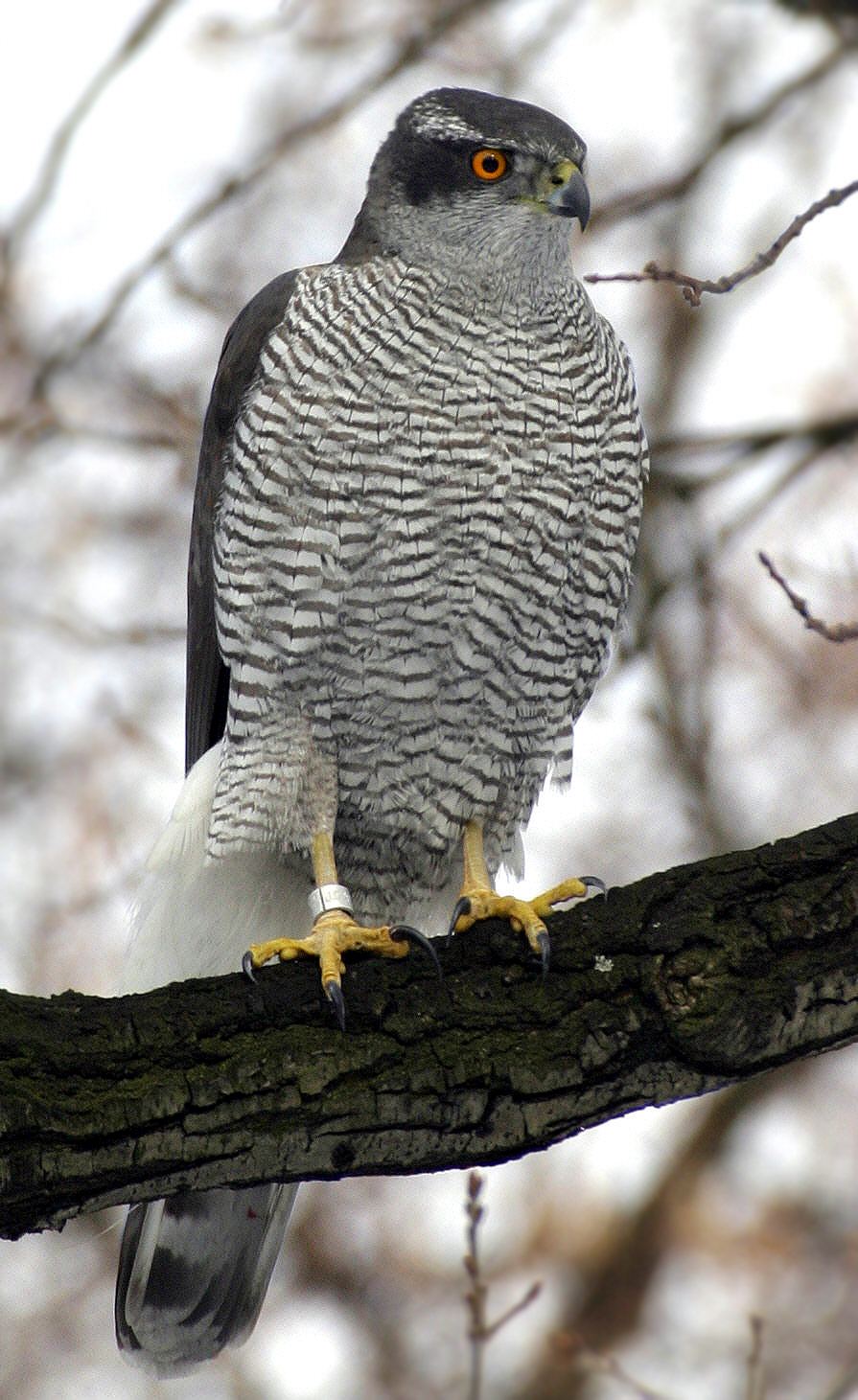
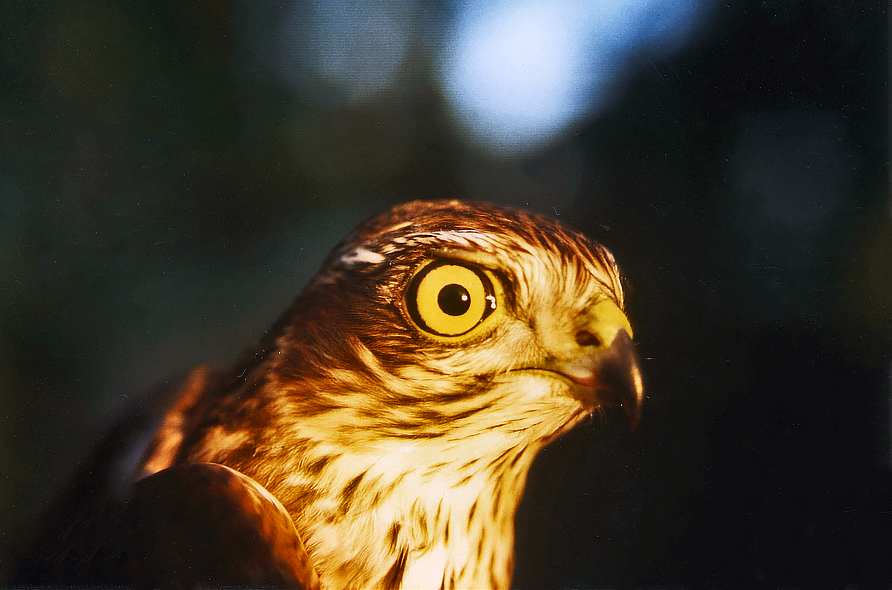
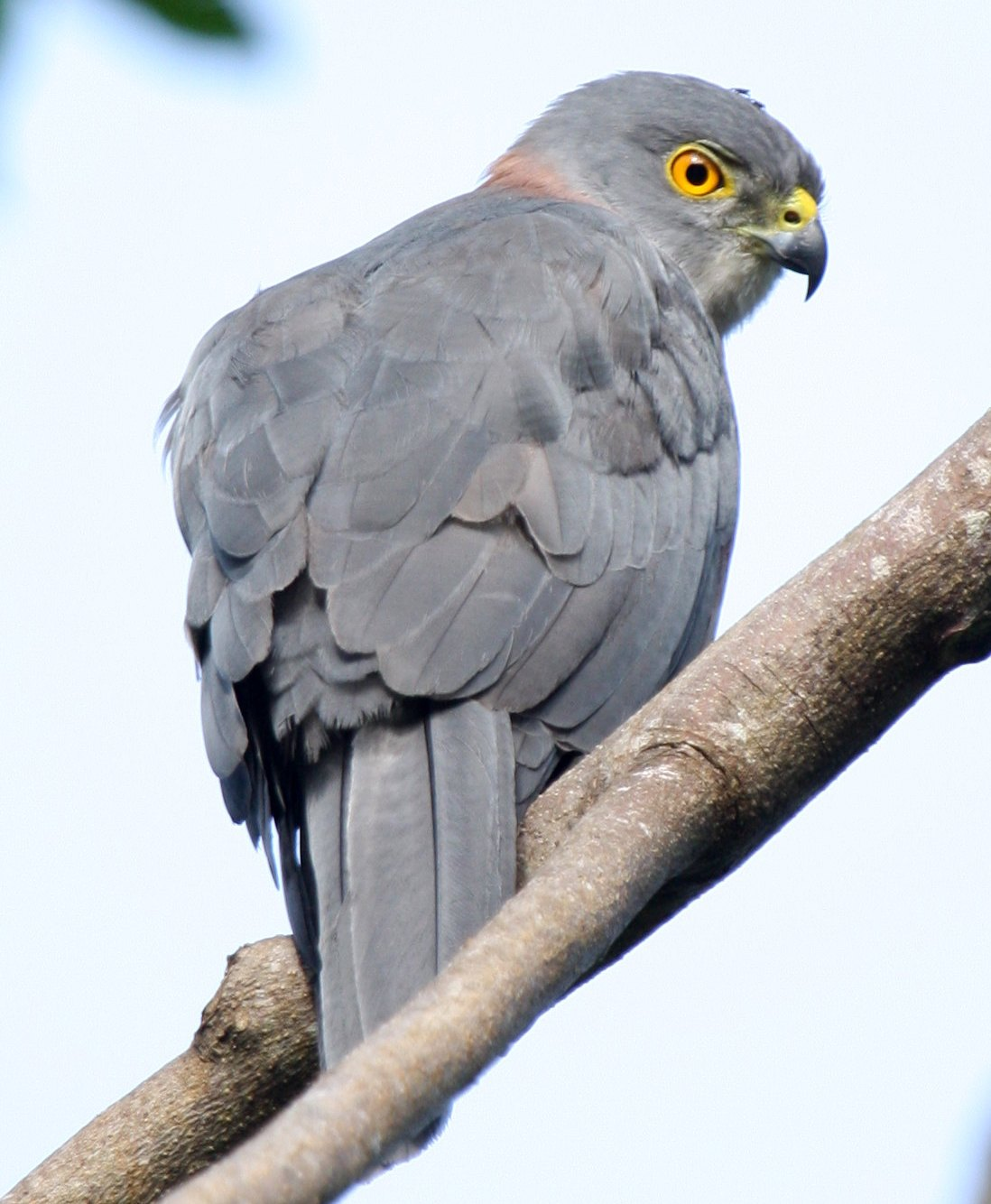
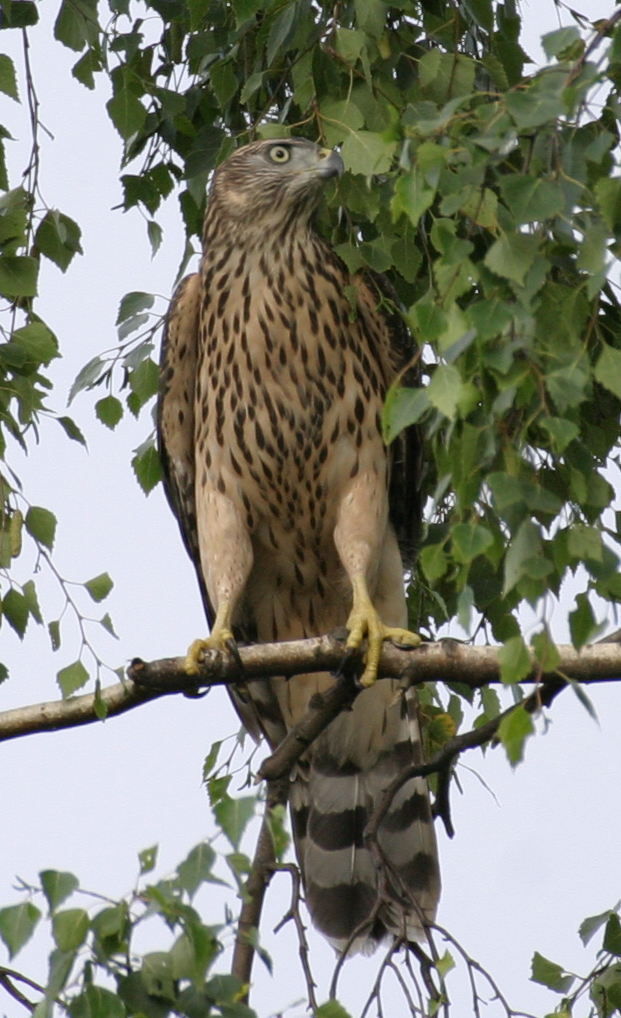
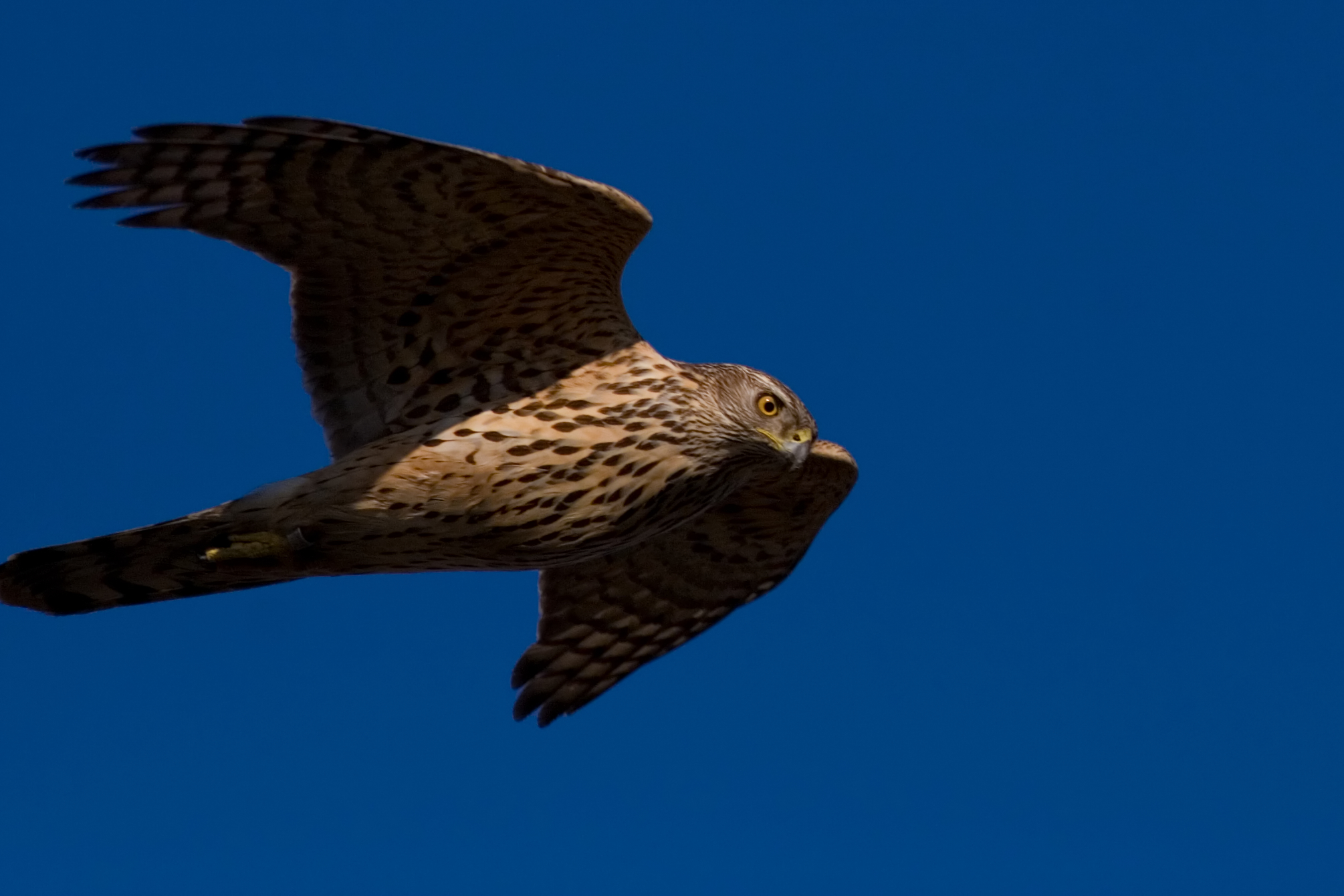
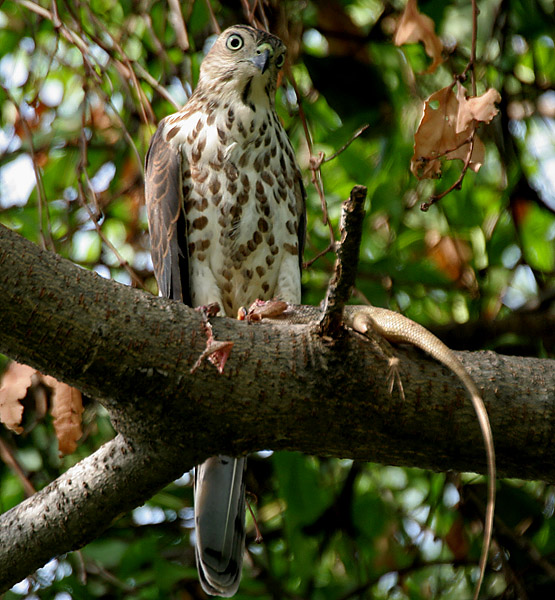
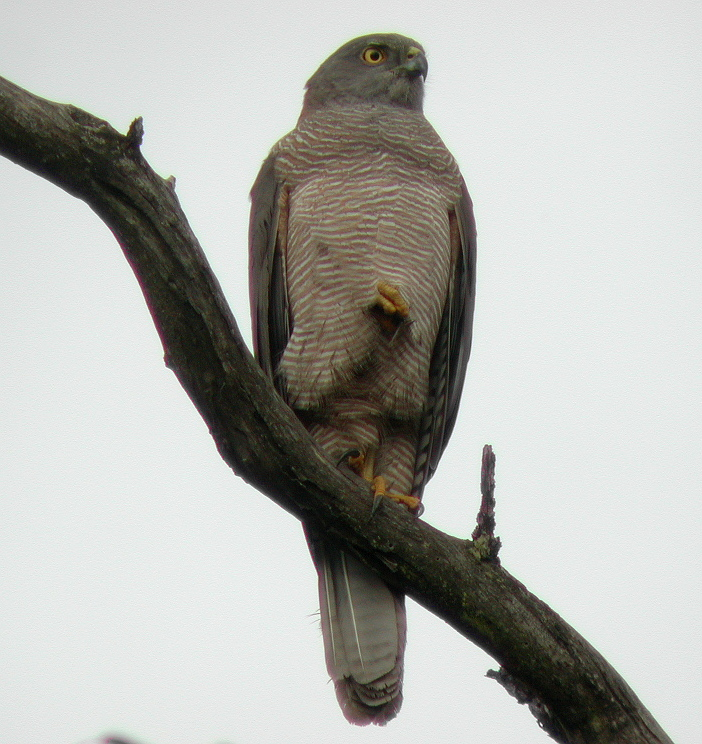